# Démocratie athénienne
 (mai 2017).
 (août 2021).

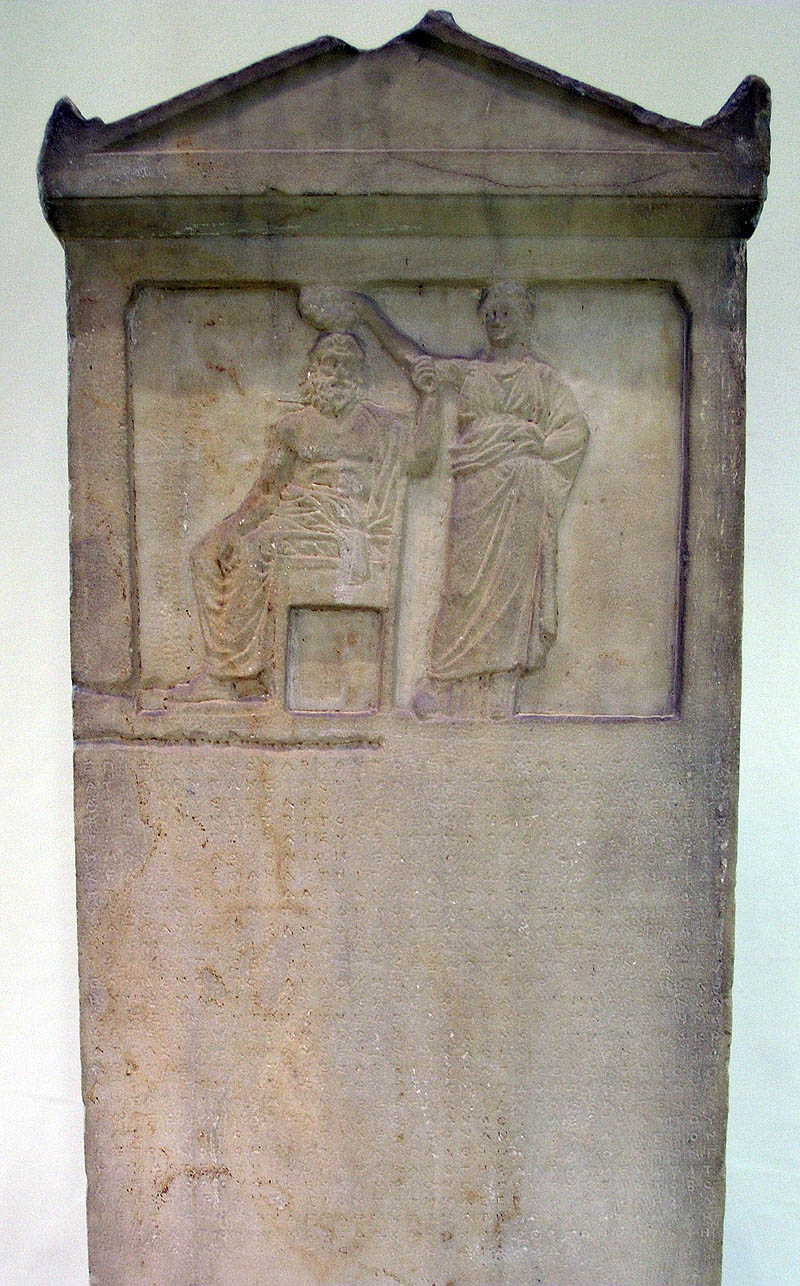
Stèle dite de la démocratie, portant une loi contre la tyrannie, et un relief représentant le Démos couronné par la Démocratie, musée de l'Agora antique d'Athènes.

La démocratie athénienne est le régime politique de démocratie mis en place progressivement dans la cité d'Athènes durant l'Antiquité et réputée pour être l'ancêtre des démocraties modernes. Le terme démocratie vient des mots grecs δῆμος / dêmos (« le peuple ») et κράτος / krátos (« la puissance, le pouvoir »). Il s'agit alors d'un régime où les décisions sont prises par le peuple, en opposition avec l’ancien système de l’archontat, où le pouvoir était exercé par un petit nombre de magistrats issus des eupatrides.

## La cité

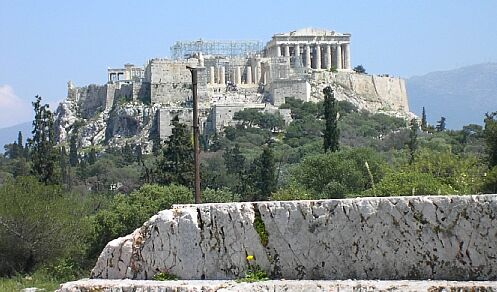
Plate-forme de la Pnyx d'où parle l'orateur public. En arrière-plan, l'Acropole.

Athènes est fondée formellement vers 750 av. J.-C. par synœcisme de plusieurs agglomérations partiellement préservées de l'invasion des Doriens.
Le site est choisi pour la forteresse naturelle que représente l'Acropole ; les habitants peuvent résister aux hordes de pillards qui menacent la région, augmentant avec les années sa fortification. À partir de 510 av. J.-C., cette fonction défensive est abandonnée, le lieu étant consacré aux cultes et notamment celui d'Athéna, déesse protectrice d'Athènes. Des remparts encerclent à partir de 478 av. J.-C. la ville et son port, le Pirée. Rares sont les bâtiments au-delà des quinze majestueuses portes, exception faite du populaire quartier du Céramique dont la production inonde le monde grec entier, ainsi seuls quelques gymnases et écoles de philosophie s'excentrent pour que leurs élèves profitent de la tranquillité et soient totalement isolés pendant les deux années de leur éphébie.
L'agora devient le centre social et politique de la cité avec l'installation des institutions démocratiques sur cette place. En été de nombreux débats houleux ou amicaux se tiennent à l'ombre du portique sud et de la Stoa Poikilè, on discute politique et philosophie. Des joutes oratoires d'un autre genre se déroulent sur la Pnyx, colline sur laquelle sont votées toutes les lois athéniennes. La cité est donc le cœur de la démocratie.

## Genèse de la démocratie
La naissance de la démocratie peut être considérée par rapport à un horizon politique au sens large du terme qui va rendre cette réforme possible et nécessaire, une crise politique et sociale totale, la stasis. Les citoyens qui régissent leurs affaires sont amenés à réfléchir au meilleur système politique, à la meilleure politeia, c'est-à-dire la meilleure façon de s’organiser pour surmonter cette crise multiple.

### Les origines de la démocratie athénienne: la crise de la cité grecque
La démocratie trouve son origine dans la grave crise de la cité grecque et les mutations propres à Athènes. Au VIe siècle av. J.-C., les cités du monde grec sont confrontées à une grave crise politique, résultant de deux phénomènes concomitants. D'une part l'esclavage pour dettes, liant situation politique et situation financière, touche un nombre grandissant de paysans non propriétaires terriens : l'inégalité politique et le mécontentement sont forts dans le milieu rural. D'autre part le développement de la monnaie et des échanges commerciaux fait émerger une nouvelle classe sociale urbaine aisée, composée des artisans et armateurs, qui revendique la fin du monopole des nobles sur la sphère politique. Pour répondre à cette double crise, de nombreuses cités modifient radicalement leur organisation politique. À Athènes, un ensemble de réformes amorce un processus débouchant au Ve siècle av. J.-C. sur l'apparition d'un régime politique inédit : une sorte de démocratie pour les hommes libres mais avec la continuation de l'esclavage. On ne saurait méconnaître cependant le lien essentiel entre démocratisation économique et sociale (décrite ci-après) et démocratisation politique, non plus que l'essor naval athénien à partir de 483 av. J.-C. qui conditionna la démocratie.

#### Paupérisation rurale

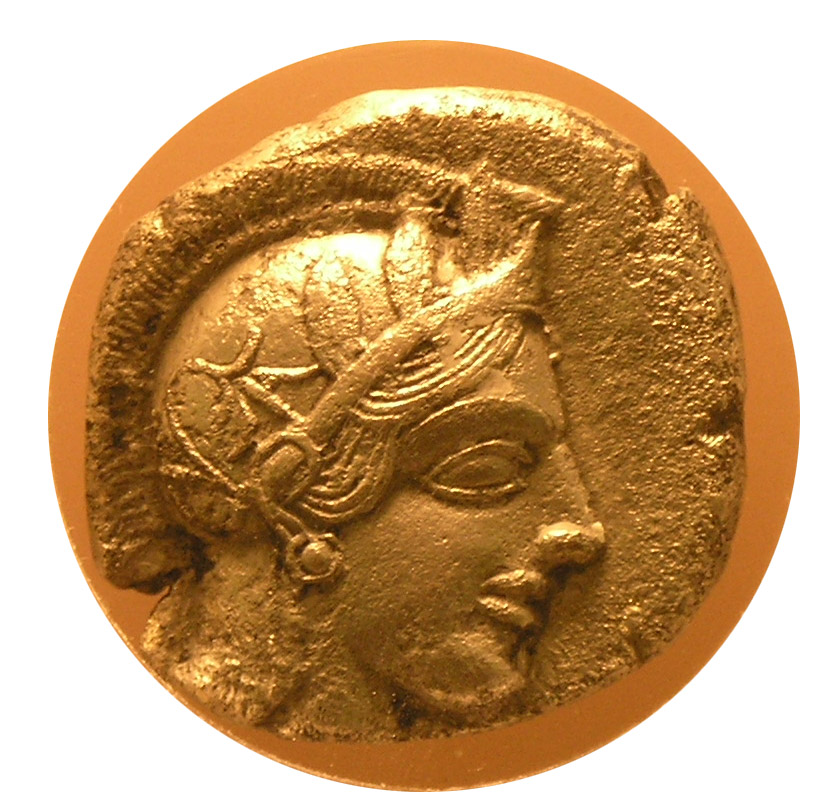
Tétradrachme d'Athènes,, Musée de l'Agora antique d'Athènes.

À partir du VIIe siècle av. J.-C., la plupart des cités grecques sont confrontées à une crise politique. Le commerce se développe, notamment avec l'apparition de la monnaie au Ve siècle av. J.-C., en provenance de la Lydie de Crésus, en contact avec les cités grecques avant la défaite de -546 face au Perse Cyrus. Ce développement extraordinaire du commerce méditerranéen a deux conséquences. D'une part, les agriculteurs grecs sont peu compétitifs face à la concurrence de plus en plus vive des terres fertiles de la Grande-Grèce récemment colonisée. De plus en plus de paysans, incapables d'écouler suffisamment leur production, sont condamnés à se vendre comme esclaves pour faire face à leurs dettes. Cette main-d'œuvre servile est utilisée par les urbains et vient donc elle-même concurrencer les petits artisans indépendants. Ces sujets peu fortunés, sur lesquels repose une part croissante de l'économie, viennent grossir le rang des chômeurs et manifestent leur mécontentement.

#### Révolution hoplitique: émergence d'une petite bourgeoisie

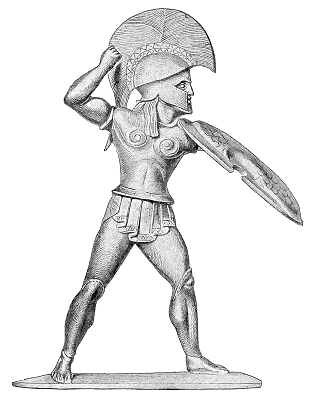
Gravure d'un hoplite.

D'autre part, corrélativement à l'appauvrissement des masses paysannes, émerge une nouvelle classe de sujets aisés, faite de commerçants et d'artisans (notamment potiers à Athènes[réf. souhaitée]). Ceux-ci sont dorénavant suffisamment riches pour acheter des équipements d'hoplites : la guerre n’est plus l’apanage de l'aristocratie. Le système aristocratique basé sur la propriété agraire est battu en brèche face aux revendications égalitaires de ces nouveaux citoyens-soldats. On parle de révolution hoplitique.

#### Instabilité politique
Au sein de chaque cité les grandes familles s'appuient sur le mécontentement populaire (tant des paysans appauvris que des nouveaux riches urbains) pour mieux se disputer le pouvoir. Elles n'hésitent pas non plus à faire appel à des puissances extérieures pour renverser les tyrans. Ainsi, les cités se combattent fréquemment entre elles, ce qui nourrit souvent les révoltes, par ailleurs durement réprimées. Mais les guerres sont aussi parfois un facteur de cohésion interne des cités.
En outre, chaque cité grecque frappe désormais sa propre monnaie, forgeant ainsi une nouvelle composante majeure de son identité. Au Ve siècle av. J.-C., les cités grecques ne frappent plus la monnaie irrégulièrement et chacune appose un signe particulier sur la monnaie qu'elle frappe, l'épicène, qui permet de la reconnaître. Pour la monnaie athénienne, c'est une chouette. Qu'elles retardent ou précipitent l'éclosion d'un nouveau régime, les différentes mesures politiques (guerres, chutes de régime, répressions, levées ou baisses d'impôts, introductions de monnaies) y pourront peu : la donne sociale a définitivement changé.
Partout la nouvelle configuration des rapports de forces sociales fait émerger une nouvelle donne politique. Deux nouveaux modèles, appelés à s'opposer dans le siècle à venir, se distinguent par leur originalité : l'oligarchie militaire spartiate et la démocratie athénienne.

### Les réformes politiques
La démocratie athénienne naît de l'engagement de citoyens en politique pour assurer l'unité de la cité et d'insurrections populaires. On distingue quatre principales séries de réformes.

#### Réformes de Dracon
Dracon est mandaté, en 621-620 av. J.-C., pour mettre par écrit des lois ; on ne connaît bien que sa législation sur les meurtres : désormais, tout meurtrier est soustrait à la vengeance des clans et un véritable procès se déroule devant l'Aréopage ou devant les tribunaux des Éphètes. La sévérité des peines prévues reste légendaire, et l'adjectif « draconien » devient synonyme d'« implacable ». Mesure limitée qui, cependant, affirme pour la première fois l'autorité de l'État au-dessus des parentés dans le domaine de la justice, instaure un droit commun pour tous et, par là même, porte atteinte à l'arbitraire des aristocrates. Six thesmothètes (gardiens de la loi écrite) viennent alors renforcer le collège des archontes. Malgré l'amplification de la crise, le monopole économique et politique des grandes familles athéniennes, les Eupatrides, n'est cependant en rien attaqué, les archontes (dirigeant collégialement la cité) étant toujours tous issus de ces milieux. Deux modèles résolvant ce problème émergèrent en Grèce au VIe siècle av. J.-C. :
- soit l'arbitrage d'un législateur, chargé, dans une sorte de consensus, de mettre fin à des troubles qui risquent de dégénérer en guerre civile ;
- soit la tyrannie, qui, dans l'évolution de la Grèce archaïque, apparaît bien souvent comme une solution transitoire aux problèmes de la cité.

Avec Solon, le législateur, puis avec les Pisistratides, Athènes fera successivement l'expérience de l'une et de l'autre.

#### Réformes de Solon

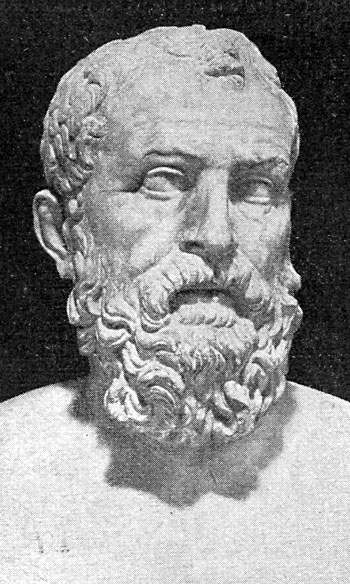
Solon.

Athènes est en pleine crise politique et sociale lorsque les adversaires se mettent d'accord pour choisir Solon comme arbitre. Archonte de -594 à -593, législateur, auteur d’un code de lois, il aurait effacé les dettes, interdit l’esclavage pour dettes et défait les lois draconiennes.
Il a surtout effectué des réformes constitutionnelles qui lui valurent la réputation d'être le père de la démocratie. Le système qu'il a proposé est un peu différent de la ploutocratie. Il existerait alors quatre groupes socio-économiques à Athènes :
- les aristocrates, ou Eupatrides, composés des propriétaires fonciers les plus riches ;
- les gémoroi, cultivateurs, constitués des autres propriétaires fonciers ;
- la classe populaire, qui compose le reste de la population et vit de son salaire ou du commerce ;
- les esclaves, considérés comme des biens et non comme des hommes libres.

Des hommes libres, Solon tire quatre classes censitaires. D'après le nombre de mesures de blé, de vin et d'huile que le citoyen possède, il appartient à l'une des quatre « classes » suivantes :
- les pentacosiomédimnes, qui possèdent plus de 500 médimnes de céréales ;
- les hippeis, cavaliers (plus de 300 médimnes) ;
- les zeugites, laboureurs (plus de 200 médimnes) ;
- les thètes (moins de 200 médimnes).

Les plus hautes magistratures ne sont accessibles qu'aux plus hautes classes ; les thètes n'ont accès qu'à l'Ecclésia et aux tribunaux. L'accès aux charges passait toutefois par une élection à l'Ecclésia. Aristote affirme qu'il aurait créé un deuxième Conseil de quatre cents membres (à raison de 100 par tribu) au fonctionnement probouleumatique mais aucune preuve de son existence n'a été découverte à ce jour.
La véritable originalité de Solon réside toutefois dans ses réformes judiciaires : il créa l'Héliée, un tribunal populaire ouvert à tous où, chose nouvelle, chacun avait le droit d'intervenir en justice contre quiconque aurait enfreint les lois, affirmant ainsi la responsabilité collective des citoyens.

#### Réformes de Clisthène et poussée politique des thètes

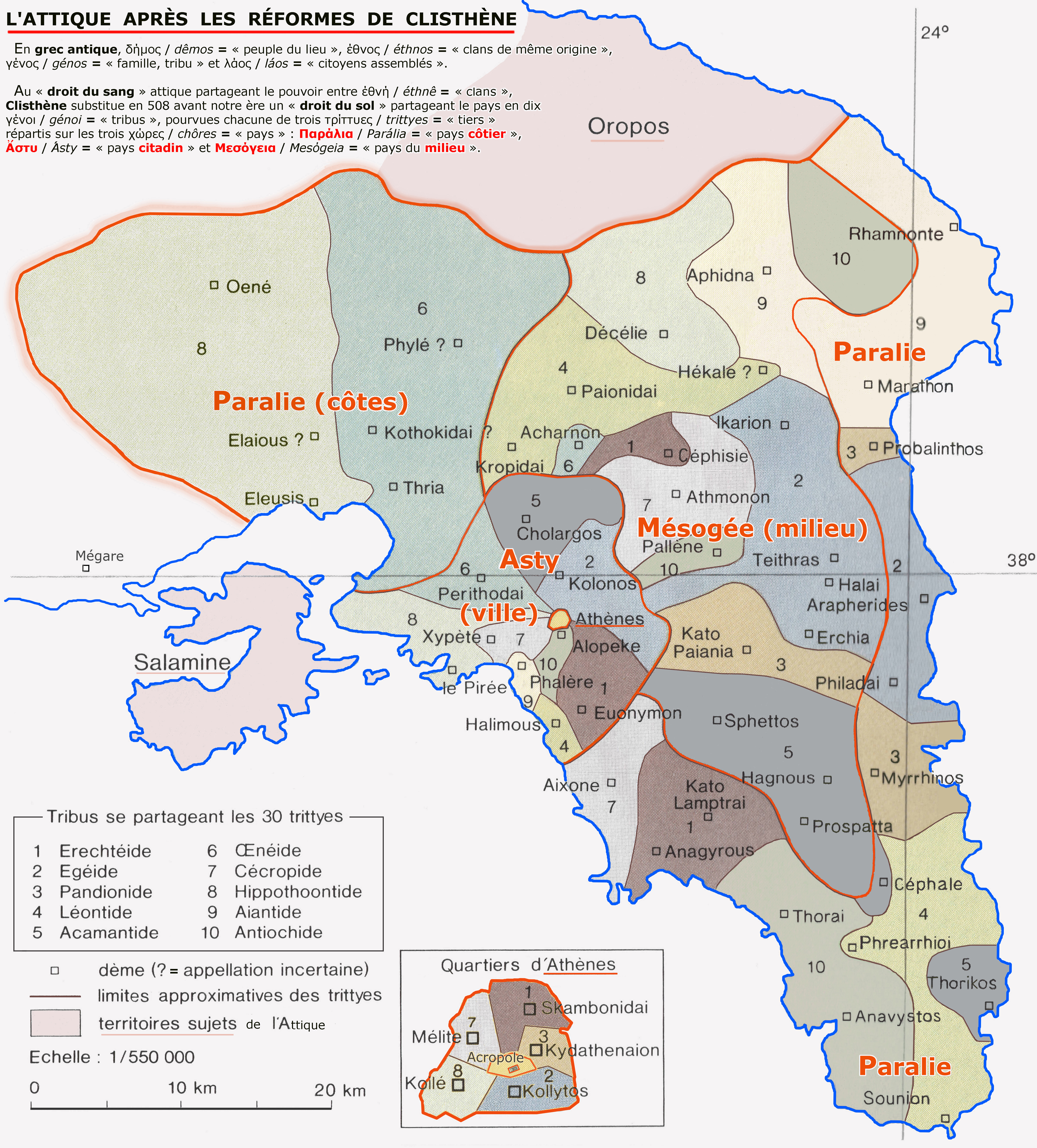
Organisation de l'Attique avec les dix tribus, les trente trittyes et les dèmes répartis sur les trois « pays » (χώρα - chôra) à savoir la cité d'Athènes et ses environs (ἄστυ - ásty), le pays côtier (παράλια - parália) et campagne rurale de l’intérieur (μεσόγεια - mésogée).

Rappelé à Athènes à la suite de l'insurrection des Athéniens qui chassèrent Isagoras et les Spartiates de la cité, Clisthène, membre d’une des plus grandes familles d’Athènes, les Alcméonides, concéda au peuple insurgé la participation non seulement aux décisions politiques mais aussi aux fonctions politiques en échange de son soutien à travers la réforme de -508. Cette réforme repose sur la réorganisation de l’espace civique. Les anciennes structures politiques fondées sur la richesse et les groupes familiaux furent remplacées par un système de répartition territoriale. Un citoyen athénien ne se définit désormais plus que par son appartenance à un dème, circonscription administrative de base de la vie civique ; chaque citoyen athénien doit être admis dans son dème lors de ses dix-huit ans. Les Athéniens sont désormais appelés par leur « démotique » : le nom de leur dème qui leur sert de patronyme (par exemple, Ἀρίσταρχος Θορικός - Aristarque Thorikos).
L'Attique est divisée en trois ensembles : l'aire urbaine (asty), l'aire littorale (paralie) et l'intérieur (mésogée). Dans chaque ensemble se trouvent dix groupes de dèmes, nommés trittyes. La réunion de trois trittyes, une de chaque ensemble, forme une tribu, phylè : il y a donc dix tribus. Chaque tribu regroupe plusieurs membres ; ils sont mélangés et non pas classés par culture, région et classes sociales afin que la population soit répartie de manière homogène et que les goûts (politiques et culturels) et les envies soient tous entendus. Ce système, sur lequel se base la nouvelle organisation des institutions, casse la pratique du clientélisme traditionnel. On parle d'isonomie, ce qui ne signifie pas « égalité devant la loi », comme on l'affirme souvent, mais « égale répartition » (du verbe grec νέμω, répartir, distribuer).

Schéma de la nouvelle organisation administrative et civique de l'Attique selon le droit du sol après la réforme de Clisthène.

À la structure sociale et administrative hiérarchisée :
Dème < Trittye < Tribu < Cité,
Clisthène fait correspondre une structure hiérarchisée du pouvoir :
Prytanes < Boulè < Ecclésia.
Juges < Héliée < Ecclésia.
La Boulè passe ainsi de 400 à 500 membres, 50 pour chaque nouvelle tribu, et sert non plus à éclairer l'Aréopage mais à définir l'ordre du jour de l'Ecclésia. Malgré la création des tribunaux de l'Héliée, la mainmise sur le pouvoir judiciaire de l'Aréopage reste prédominante.
La réforme ne retint pas le vote comme mode principal de désignation des responsables politiques, lui préférant des tirages au sort (pour la désignation des bouleutes et des héliastes) et un système d'alternance régulière pour les prytanes, ce qui fait, pour partie, de la démocratie athénienne une stochocratie.
D'autre part, lorsque Thémistocle convainquit les Athéniens de construire une flotte de combat pour leur défense contre les Perses, en 483 av. J.-C., il fallut embarquer des milliers de citoyens de la quatrième classe, les thètes : à raison de 174 rameurs par bâtiment, pour une flotte de deux cents trières, ces citoyens pauvres acquéraient un poids politique bien plus important que celui des hoplites. Cet essor naval d'Athènes conditionna aussi la démocratie proprement dite.

#### Réformes de Périclès
Vers le milieu du Ve siècle av. J.-C., en 451 av. J.-C. Périclès mit en place une indemnité journalière de présence au sein de l'Héliée et de la Boulê, ainsi qu'aux spectacles des Panathénées : c’est le misthos (« salaire ») destiné à faire participer les citoyens les plus pauvres et résidant le plus loin de la ville. Elle leur permettait de chômer un jour pour assurer leurs fonctions civiques et politiques. Le montant de cette indemnité ou misthos passa de deux à trois oboles par jour sous Cléon, soit l'équivalent du faible salaire d'un ouvrier. Cette mesure renforça le caractère démocratique du régime athénien.
Cependant, Périclès se distingua plus par ses actions militaires et diplomatiques et par les grands chantiers qu'il entreprit que par sa rénovation des institutions politiques.
En -451, Périclès fit adopter un décret qui imposa, pour devenir citoyen, d'être né de l'union légitime d'un père citoyen et d'une mère, fille de citoyen.

## Fonctionnement de la démocratie athénienne

### La citoyenneté athénienne

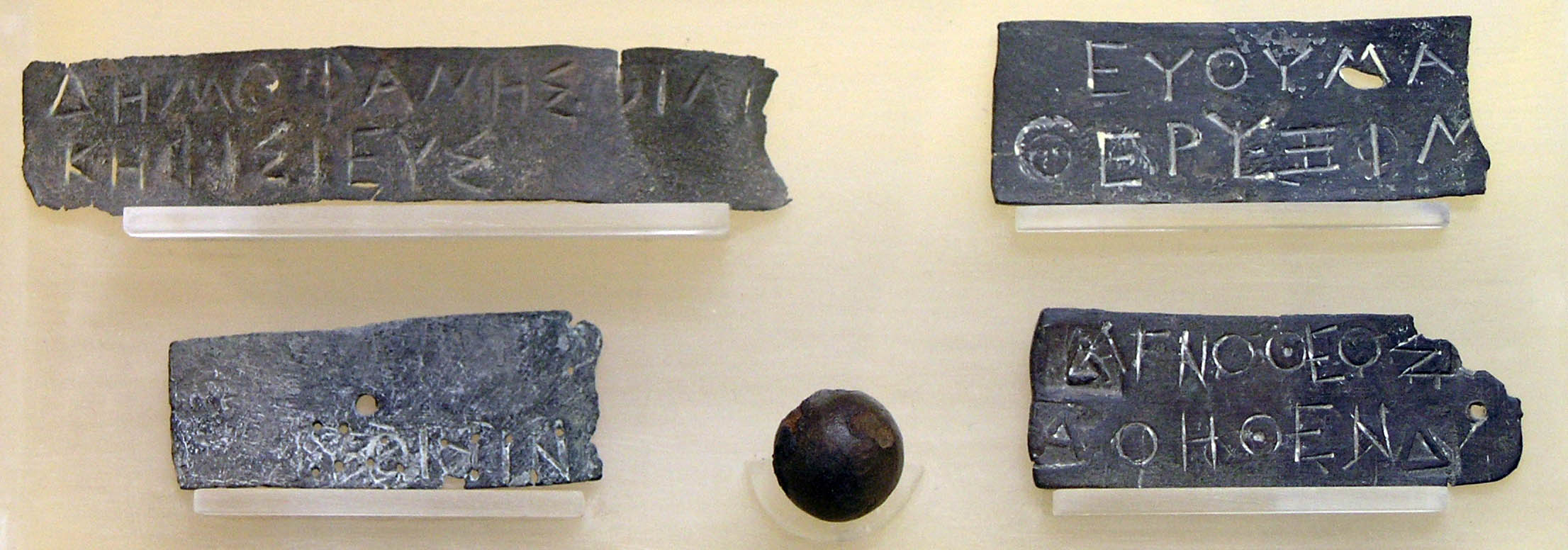
Pinakia, plaquettes en bronze d'identification des citoyens (nom, nom du père, dème) utilisées dans le tirage au sort des jurys, musée de l'Agora antique d'Athènes.

Jusqu'en 451 av. J.-C., pour être citoyen athénien, il faut être un homme libre né de père athénien, et avoir suivi l'éphébie de 18 à 20 ans, c’est-à-dire être capable de défendre la cité. L'éphébie est en effet une formation militaire et civique qui permet à la cité d'assurer sa défense sans avoir d'armée permanente ; elle prémunit aussi la ville des risques de tyrannie. En 451, Périclès modifie la loi qui désormais confère la citoyenneté au jeune adulte à la seule condition de la double filiation d'un père de statut citoyen et d'une mère, fille de citoyen, ce second critère introduisant une restriction notable.
Les esclaves et les femmes considérés respectivement comme des biens et d'éternelles mineures, ainsi que les métèques n'étaient pas inclus dans la communauté politique, comme dans la plupart des cités grecques. Cependant, si un métèque non barbare (c’est-à-dire grec) accomplissait de hauts faits pour la cité, il pouvait recevoir, à titre exceptionnel et en remerciement de ses actions, la citoyenneté athénienne, moyennant finances. Une telle décision ne pouvait être prise qu'à la suite d'un vote de l'Ecclésia réunissant 6 000 citoyens. Ces naturalisations sont donc très rares et solennelles. Par exemple, un métèque riche a fait don à la cité d'Athènes de plus de 1 000 boucliers, et il n'a jamais obtenu cette citoyenneté. La rareté de ce droit de cité accordé à des étrangers s'explique par le désir de maintenir un équilibre optimum entre le territoire et ceux qui se le partagent, et de ne point accroître inconsidérément le nombre des citoyens, c'est-à-dire des ayants droit.
La citoyenneté conférait un pouvoir politique, mais aussi une protection judiciaire, les citoyens ne pouvant ni être soumis à la question (torture), ni être condamnés au supplice ou à une peine corporelle. Les seules peines qui pouvaient leur être infligées étaient donc l'amende, l'atimie, l'exil, et la mort.
La citoyenneté confère aussi un privilège économique : seuls les citoyens peuvent avoir une propriété foncière. Ce privilège s'explique par l'histoire de la démocratie athénienne ; héritier d'un passé aristocratique, le régime considérait l'agriculture comme le seul travail digne d'un citoyen, et valorisa la vie de rentier.
Le citoyen athénien avait le droit de voter et d'être élu mais il avait le devoir de faire la guerre et de payer les impôts. Par ailleurs, les riches devaient financer les liturgies et les pauvres devaient être aidés financièrement pour pouvoir participer à la vie de la cité.

### Les institutions politiques

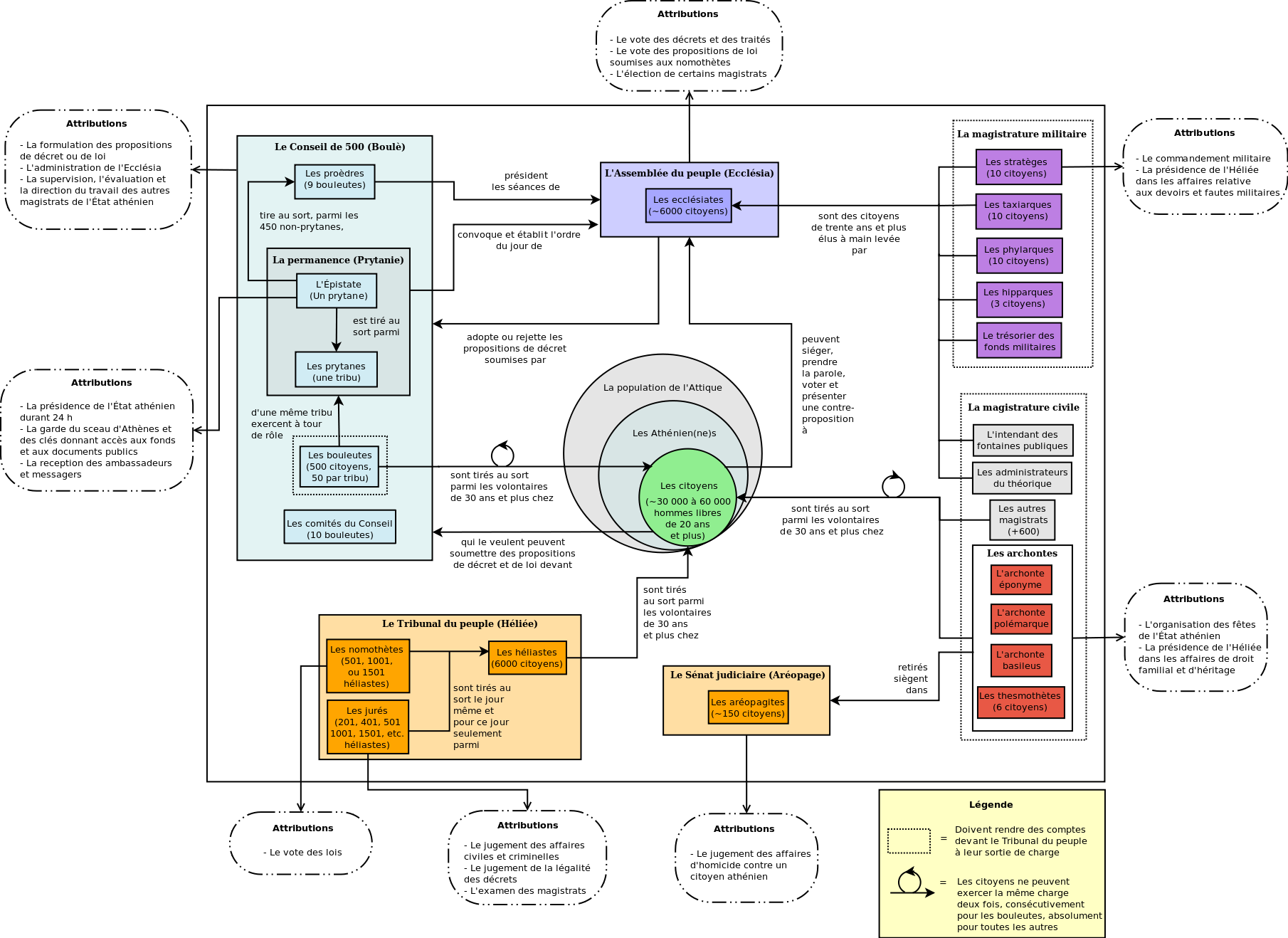
Répartition des pouvoirs politiques dans l'Athènes démocratique au.

Les institutions constitutives de la démocratie athénienne nous sont connues essentiellement grâce à la découverte inopinée, à la fin du XIXe siècle d'une Constitution des Athéniens attribuée à Aristote, et à ses disciples du Lycée, et rédigée aux environs de 330 av. J.-C.. Bien que la démocratie athénienne n'eût jamais de constitution écrite officielle, les rôles de ses institutions n'en demeurent pas moins clairement connus et distincts les uns des autres. Leurs évolutions font donc l'objet de subtiles luttes politiques.

#### L'Ecclésia

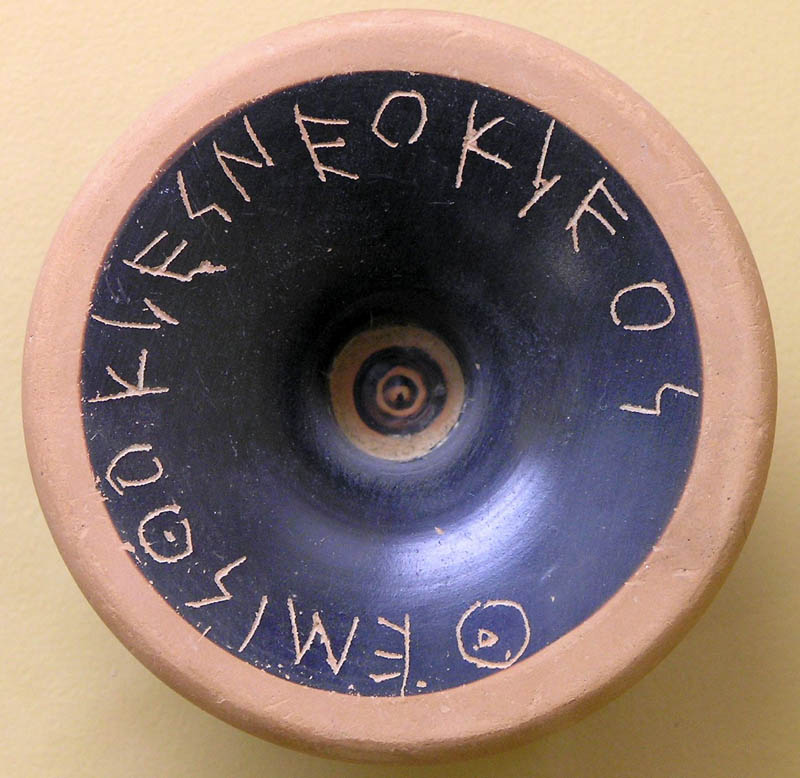
Ostrakon portant le nom de Thémistocle, vers 490-480 ou 460, Musée de l'Agora antique d'Athènes.

C'est l'assemblée qui rassemble tous les citoyens réunis sur la colline de la Pnyx. Elle vote les lois en général avec un quorum de 6 000 citoyens, en certaines circonstances ; la participation est normalement inférieure à ce chiffre si l'on en croit Thucydide,. Ces votes se font à main levée et à la majorité simple. N'importe quel citoyen peut prendre la parole (liberté qu'en grec ancien on appelle ἰσηγορία, isegoria), exercer son pouvoir d'amendement et proposer une motion. C’est le propre de la démocratie directe. Une fois votée, la loi est exposée au public sur l'Agora.
Selon un processus similaire, l'Ecclésia peut, une fois par an, prononcer l'exil d'un citoyen, pour différents motifs et pour une durée déterminée. Ce vote est appelé l'ostracisme dont le nom vient du morceau de céramique (l'ostracon) sur lequel est inscrit le nom de la personne dont on demande le bannissement. Cette sanction est dure, car le banni n'est plus protégé par sa cité. Il est soumis à tous les aléas, et dans les pires cas, il peut connaître l'esclavage. La réunion annuelle d'ostracophorie s'effectue après celle pendant laquelle les magistrats, bouleutes et héliastes sont tirés au sort pour des mandats d'un an. Elle nécessite la présence de 6 000 membres, c'est le fameux quorum de 6 000. Cette pratique disparaîtra en 417 av. J.-C., après avoir frappé une dizaine de grands hommes politiques athéniens, évincés par des rivaux politiques.

#### La Boulè
La Boulè (orthographiée parfois Boulê) est le nom générique des conseils dans différents régimes grecs. À Athènes, la Boulê est souvent appelée « Conseil des Cinq-Cents », car, à partir des réformes de Clisthène, elle est composée de 500 membres (bouleutes) à raison de cinquante par tribu. Les bouleutes sont tirés au sort parmi des listes dressées par chaque dème de citoyens volontaires âgés de plus de trente ans et renouvelés chaque année : l'absence de toute qualification autre que d'âge empêche que la fonction soit l'objet d'une compétition ; un citoyen ne peut être bouleute au maximum que deux fois non successives, ce qui exclut la possibilité d'y faire carrière. Cette assemblée siège de façon permanente. La présidence et la coordination du travail sont assurées par les prytanes. Chaque tribu assure pendant un dixième de l'année (35-36 jours) la prytanie, c'est-à-dire la permanence. Le principal travail de la Boulè est de recueillir les propositions de loi présentées par les citoyens, puis de préparer les projets de loi pour pouvoir ensuite convoquer l'Ecclésia. La Boulè siège au Bouleuterion, bâtiment contigu à la Tholos sur l'Agora. On a pu dire de la boulé athénienne que c'était « une machine à éliminer les influences et à faire triompher le sens commun du démos, et le meilleur garant de la démocratie ».

#### Les magistrats

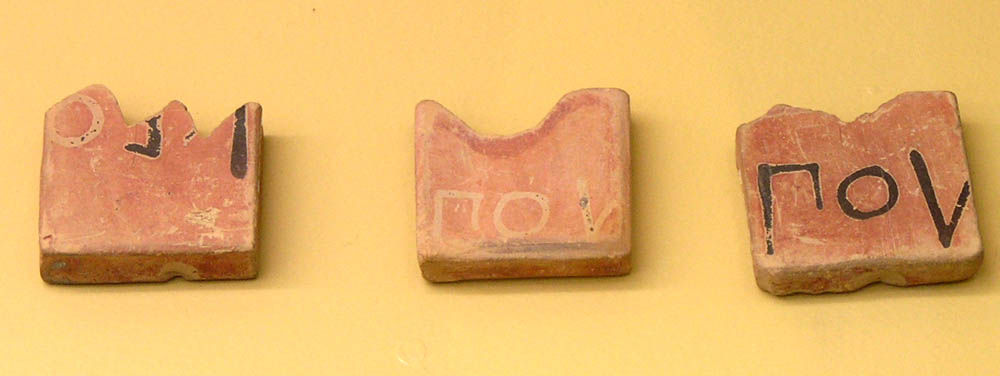
Jetons d'identité pour le tirage au sort des magistratures, Musée de l'Agora antique d'Athènes.

La magistrature est une institution de la démocratie athénienne. Elle comprend environ 700 magistrats, choisis par élection, désignation, ou par tirage au sort. Leur mandat dure le plus souvent 1 an mais il existe plusieurs exceptions.
Les magistrats gèrent les affaires courantes et veillent à l'application des lois. Ils doivent exercer leur pouvoir de manière collégiale, aucune magistrature n'étant légalement en état de développer un pouvoir personnel, ce qui est censé éviter le retour à la tyrannie. Les magistrats et les ambassadeurs sont contrôlés à la fin de leur mandat. C'est la reddition de comptes que l'on nomme euthynai. Cela permet aux Athéniens de contrôler efficacement les magistrats et de limiter ainsi les dérives.
Avant d'être investis, les hommes tirés au sort devaient passer devant une commission de contrôle qui avait pour mandat de s'assurer que les individus sélectionnés possédaient les compétences nécessaires pour exercer la magistrature pour laquelle ils avaient été désignés. La dokimasia est l'examen préliminaire que subissent les futurs magistrats pour limiter les effets malheureux du tirage au sort. Il s'agit d'un examen de capacité légale : il permet de vérifier que le candidat est bien citoyen, qu'il a bien l'âge minimum et le cens requis, qu'il n'a jamais occupé le poste et qu'il n'est pas frappé d'incapacité juridique. Il se déroule soit devant la Boulé, soit devant l'Héliée.
| Archontes             | Édiles        | Magistratures judiciaires | Magistratures financières   | Magistratures commerciales | Magistratures culturelles et religieuses | Magistratures militaires | Magistratures de contrôle        |
| --------------------- | ------------- | ------------------------- | --------------------------- | -------------------------- | ---------------------------------------- | ------------------------ | -------------------------------- |
| L'archonte éponyme    | Les astynomes | Les Onze                  | Les trésoriers              | Les agoranomes             | Les hiéropoioi                           | Les stratèges            | Les euthynes et leurs parèdres   |
| L'archonte-roi        | Les hodopoioi | Les juges des dèmes       | Les colacrètes ou apodectes | Les métronomes             | Les exégètes                             | Les taxiarques           | Les logistes et leurs substituts |
| L'archonte polémarque |               |                           | Les polètes                 | Les sitophylakes           | Les athlothètes                          | Les phylarques           |                                  |
| Les thesmothètes      |               |                           | Les logistes                | Les épimélètes d'emporion  |                                          | Les hipparques           |                                  |
| Le secrétaire         |               |                           | Les hellénotames            |                            |                                          | Les intendants de galère |                                  |
|                       |               |                           | Les practores               |                            |                                          | Les sophronistes         |                                  |

Parmi eux, on trouve donc les 10 stratèges, élus pour un an et rééligibles : à leurs fonctions militaires, puisqu'ils sont chargés du commandement de l'armée, étaient liées de multiples affaires qui leur ont valu une compétence et une autorité grandissantes. Ce sont les magistrats les plus importants de la démocratie.

#### L'Aréopage
L'Aréopage est une institution politique, précédant l'avènement de la démocratie et aux origines mythiques, qui eut pour but premier de « conserver les lois », c’est-à-dire de veiller au respect de la constitution, et ayant à cette fin des pouvoirs judiciaires très étendus. Il est formé d'anciens archontes, c’est-à-dire d'anciens nobles riches et puissants avant qu'ils ne fussent tirés au sort. C'est traditionnellement l'institution athénienne la moins démocratique et la plus aristocratique. Elle tient son nom de la colline d’Arès où siègent les aréopagites. Son emplacement, hors de l’Agora qui est le cœur de la cité, a une forte symbolique : le crime n'a, littéralement, pas le droit de cité.
Les réformes de Dracon permirent aux citoyens de former des recours auprès de l'Aréopage à l'encontre de magistrats les ayant lésés dans l'exercice de leurs fonctions. Celles de Solon renforcèrent encore le pouvoir de l'Aréopage, qui fit alors figure de conseil des Sages, protégeant la cité non seulement contre les menaces internes (et prévenant ainsi — paradoxalement — les complots ourdis contre la démocratie) mais aussi les menaces externes. À ce titre, l’Aréopage ne rendait compte de ses activités auprès d'aucune autre institution. Après les réformes de Clisthène et les guerres médiques, le pouvoir détenu par l'Aréopage devient donc prépondérant. Éphialtès et Thémistocle travaillèrent de concert pour réduire cette influence au profit de l'Ecclésia, de la Boulê, et des nouveaux tribunaux de l'Héliée. Ainsi, après 462 av. J.-C., l'Aréopage ne dispose plus de pouvoir politique mais fait figure de vénérable institution.

#### L'Héliée

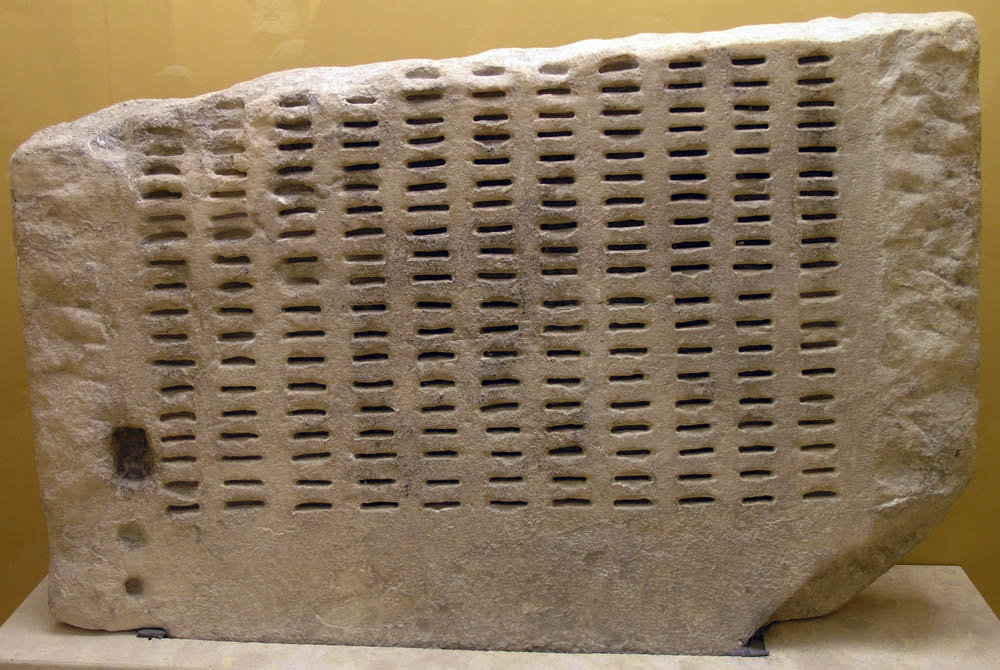
Klérotèrion, machine à tirer au sort les jurys en mettant le pinakion des citoyens dedans, musée de l'Agora antique d'Athènes.

Ce tribunal populaire est composé de 6 000 citoyens, toujours âgés de plus de 30 ans et répartis en dix classes de 500 citoyens (1 000 restant en réserve) tirés au sort chaque année pour devenir héliastes. Ils étaient désignés grâce au Klérotèrion. Pour ce faire, on mettait les noms de tous les volontaires dans les cases et on ajoutait des fèves (blanches et noires) dans un autre compartiment (qui a été arraché), puis on tirait au sort un nom et une fève : si la fève était blanche, le citoyen était héliaste et si la fève était noire, il ne l'était pas, et on recommençait pour en avoir jusqu'à 5 000.
L'accusation est toujours, en l'absence d'équivalent à nos « ministères publics », une initiative personnelle d'un citoyen. Celui-ci percevant, en cas de condamnation, une partie de l'amende, pour indemnisation et récompense de ses efforts pour la justice, certains citoyens font de la délation leur métier, ce sont les sycophantes. Malgré des mécanismes limitant les dérives de ce système, celui-ci contribue à diviser la cité et servit d'argument fort au parti aristocratique contre le nouveau régime.
Par un système compliqué et selon l'affaire, on désigne par tirage au sort (sous contrôle d'un magistrat instructeur) un plus ou moins grand nombre d'héliastes pour chaque procès. Ainsi, à titre d'exemple, pour un procès privé, 201 juges siègent normalement, 401 exceptionnellement. Pour les procès publics, ils sont 501, 1 001, voire 1 501 juges. La tâche de juger est d'autant plus difficile qu'il n'y a ni code de procédure, ni code pénal, offrant ainsi une grande liberté d'interprétation des lois (par ailleurs en nombre réduit).

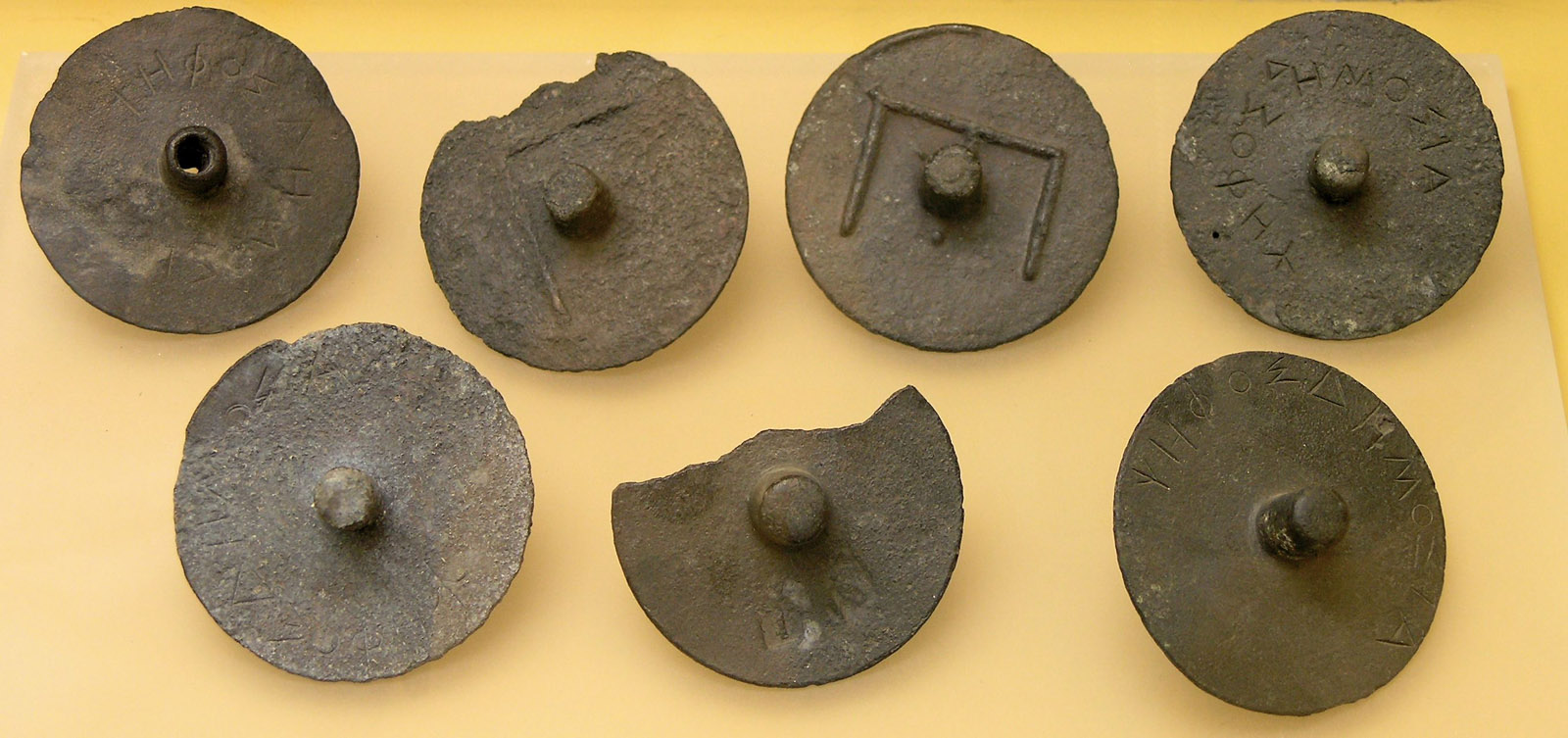
Jetons de vote utilisés par les jurés de l'Héliée, musée de l'Agora antique d'Athènes.

De plus, les verdicts sont sans appel et immédiatement exécutoires, on comprend dès lors l'important rôle politique que prennent les tribunaux de l'Héliée. 200 réunions ont lieu par an, chacune sous la présidence d'un magistrat qui ne prenait pas part au vote. Le tribunal des Éphètes, juges des causes criminelles, compte 51 membres, c'est celui qui a le plus accaparé les prérogatives de l’Aréopage ; il peut siéger en quatre endroits différents selon les types d'affaires :
- au Prytaneion, « tribunal du sang », ils jugent tout ce qui a pu amener mort d'hommes (objets, animaux) ;
- au Palladion, ils jugent les homicides involontaires, les instigations au meurtre, les métèques et les esclaves ;
- au Delphinion, ils jugent les homicides considérés par l'archonte-roi comme excusables ou découlant de la légitime défense ;
- à Phréattys (sur une plage), ils jugent les bannis pour homicide involontaire qui ont commis un meurtre avec préméditation dans leur exil. L'accusé, encore en état de souillure et interdit de séjour, est alors placé sur une embarcation au large d'où il présente sa défense aux juges[20].

### Équilibre entre l’Ecclésia et l’Héliée
Au cours du temps, l’Héliée a limité le pouvoir de l'Ecclésia. Au Ve siècle avant notre ère, à l'époque de Périclès, la démocratie est radicale et l'Ecclésia vote tout, toute seule.
Mais au IVe siècle av. J.-C., à l'époque de Démosthène, l'Ecclésia ne vote plus que les décrets. Les lois doivent être votées par les nomothètes sur proposition de l'Ecclésia. Les nomothètes sont tirés au sort de la même façon que les membres du tribunal de l'Héliée, elle-même chargée de veiller à la légalité des décrets.
En effet, en 416 av. J.-C., la procédure de graphè paranomôn (ἡ γραφή παρανόμων) est une action en illégalité pour la mise en accusation d'un décret ; elle se substitue à la pratique de l'ostracisme utilisée pour la dernière fois l'année précédente. Elle permet à n’importe quel citoyen de faire examiner par un tribunal de l’Héliée, le dikastèrion, tout décret ayant été voté par l’Ecclésia ou en cours de proposition par l’Ecclésia. Si le tribunal juge le décret ou la proposition de décret contraire aux lois, non seulement elle est annulée mais son auteur, et l’épistate dirigeant les débats au moment de son adoption (ou proposition), sont passibles de lourdes sanctions, allant jusqu’à l’atimie. Si le tribunal est appelé pour juger un décret en cours de proposition et qu’il l’a déclaré compatible avec la loi, cela entraînait son adoption sans réexamen par l’Ecclésia.
La graphè paranomôn offre donc à l’Héliée au fil du temps un rôle de co-législateur, partageant le pouvoir législatif avec la Boulê et l’Ecclésia. Résultat : à partir de 355 av. J.-C.? les luttes politiques ne se tiennent plus seulement sur la Pnyx, mais aussi devant les Héliastes qui, à l'inverse des ecclésiastes, avaient prêté serment, votaient à bulletin secret, devaient avoir au moins trente ans, et consacraient une journée entière par affaire, alors que l'Ecclésia votait plusieurs décrets en une demi-journée.
Les Athéniens considéraient donc que les décisions des nomothètes étaient supérieures, en raison du serment religieux d'écouter également les deux parties et de se déterminer en son âme et conscience, de la sagesse qui vient avec l'âge et du temps consacré à chaque affaire. Cependant les nomothètes sont quand même tirés au sort dans l'ensemble des citoyens volontaires, ils ne constituent donc pas une limitation élitiste de la souveraineté du démos.

### Peines judiciaires et sanctions démocratiques à Athènes
Les citoyens ne pouvaient pas, contrairement aux métèques ou aux esclaves, encourir la torture. Mais ils encouraient plusieurs peines judiciaires en cas d’infraction à la loi, ou des sanctions inhérentes aux institutions démocratiques :
- Les citoyens peuvent subir des amendes financières ;
- Les citoyens ayant commis des délits mineurs avaient la maison peinte d'une couleur voyante pour susciter la honte du coupable et le mépris du voisinage[réf. nécessaire] ;
- Les citoyens pouvaient être démis de leur qualité par l'atimie, ce qui les privait de nombreux avantages ;
- L'ostracisme pouvait être voté par l'Ecclésia, il consistait généralement en un bannissement d'une durée de 10 ans ;
- Enfin, dans les cas exceptionnels, la peine de mort était appliquée, par exemple, par absorption de la ciguë que Socrate ou Théramène sont condamnés à boire[21].

Globalement, les citoyens étaient beaucoup mieux protégés par la loi que les non-citoyens ; en général le meurtre d'un citoyen était puni de la peine de mort tandis que le meurtre d'un métèque entraînait le bannissement.

## Les grandes crises de l'Empire Athénien: guerre du Péloponnèse et coups d'État

L'empire athénien à la veille de la guerre du Péloponnèse.

L'année -430 marque, avec la guerre du Péloponnese, le début du déclin d'Athènes. La désastreuse et longue lutte contre Sparte conjuguée à une épidémie de fièvre typhoïde, fatale pour Périclès en -429, ne sont que les premiers facteurs qui finalement conduiront à leur perte l'empire athénien et la cité désormais démoralisée et soumise aux démagogues.
Après Périclès, les auteurs contemporains dont les ouvrages nous sont parvenus, les historiens Thucydide puis Xénophon, le comique Aristophane, et plus tard au IVe siècle Platon, critiquent fortement la dérive démagogique de la démocratie athénienne.
Pour Aristophane, qui critiqua notamment le passage à trois oboles du misthos sous Cléon dans sa pièce les Guêpes les pauvres, de plus en plus impliqués dans l'exercice du pouvoir, sont plus sensibles aux arguments des démagogues. La foule des citoyens prend des décisions qu'on analysera ultérieurement comme particulièrement injustes, un exemple souvent cité étant la condamnation à mort de Socrate[réf. nécessaire]. Il n'est donc pas étonnant que la critique intellectuelle de la démocratie apparaisse sous une forme particulièrement sévère, chez le principal disciple de Socrate : Platon. Celui-ci hiérarchise dans la République les régimes politiques en plaçant la démocratie juste devant la tyrannie et derrière l'aristocratie, la timocratie, et l'oligarchie.
Un premier coup renverse la démocratie au profit d'une éphémère tyrannie en -411, avec le coup d'état des Quatre Cents. À la suite de la défaite finale d'Athènes contre Sparte à Aegos Potamoi, Sparte occupe Athènes et instaure en -404 un régime tyrannique avec les « Trente tyrans ». Ceux-ci suppriment l'Héliée, restaurent les prérogatives passées de l'Aréopage, et relèguent l'Ecclésia à un simple rôle consultatif, s'assurant eux-mêmes les rênes du pouvoir. Ce régime, de plus en plus violent, ne survivra pas au départ de l'occupant spartiate au début de l’an -403.

## Périodes hellénistique et romaine
Alexandre le Grand avait mené une coalition des États grecs à la guerre avec l'Empire perse en 336 av. J.-C., mais ses soldats grecs étaient des otages pour le comportement de leurs États autant que des alliés. Ses relations avec Athènes étaient déjà tendues quand il retourna à Babylone en 324 av. J.-C. Après sa mort (323 av. J.-C.), Athènes, qui a reconstitué ses finances et ses forces navales, et Sparte ont mené plusieurs États grecs à la guerre avec la Macédoine et ont perdu cette guerre. Athènes dut adopter un régime oligarchique protégé par une garnison macédonienne. Hypéride fut exécuté et Démosthène se suicida.
Ceci a abouti à un certain nombre de périodes au cours desquelles une force extérieure a commandé Athènes. Souvent, le pouvoir extérieur mit en place un agent local en tant que gouverneur politique à Athènes. Mais quand Athènes était indépendante, elle fonctionnait sous sa forme de gouvernement traditionnel. Elle a rarement contrôlé toute l'Attique, puisque le Pirée est une excellente base navale, et un des rois hellénistiques habituellement la contrôlait. Même les gouverneurs, comme Démétrios de Phalère qui gouverna Athènes pour le compte de Cassandre entre 317 et 307 av. J.-C., maintenaient les institutions traditionnelles formellement.
L'Athènes indépendante était une puissance mineure à l'époque hellénistique. Elle fut rarement active concernant la politique étrangère. Elle restait généralement en paix, alliée soit avec la dynastie des Ptolémées, ou plus tard, avec Rome. Quand elle fit la guerre, le résultat (comme dans la guerre lamiaque, chrémonidéenne ou de Mithridate) fut généralement désastreux.